# Lamarckisme
Le lamarckisme est aujourd'hui quasiment synonyme de la théorie transformiste de la transmission des caractères acquis, en référence à un aspect de la théorie de l'évolution du vivant due à Jean-Baptiste de Lamarck, bien que la réduction de cette théorie à ce seul aspect soit très largement discutable.

## Les bases du lamarckisme
Bien que la théorie transformiste de Jean-Baptiste de Lamarck ne se réduise pas à la transmission des caractères acquis (admise et théorisée également par Charles Darwin) ni aux effets des habitudes et qu'elle soit plus complexe que ce qu'en ont fait les lamarckiens et les néo-lamarckiens, le lamarckisme, dans son acception courante telle qu'il est apparu dans la seconde moitié du XIXe siècle et du XXe siècle, repose sur plusieurs lois complémentaires établies par Lamarck :
1. « Première loi : La vie par ses propres forces, tend continuellement à accroître le volume de tout corps qui la possède et à étendre les dimensions de ses parties jusqu'à un terme qu'elle amène elle-même.
2. Deuxième loi : La production d'un nouvel organe dans un corps animal résulte d'un nouveau besoin survenu qui continue de se faire sentir et d'un nouveau mouvement que ce besoin fait naître et entretient.
3. Troisième loi : Le développement des organes et leur force d'action sont constamment en raison de l'emploi de ces organes.
4. Quatrième loi : Tout ce qui a été acquis, tracé ou changé, dans l'organisation des individus, pendant le cours de leur vie, est conservé par la génération, et transmis aux nouveaux individus qui proviennent de ceux qui ont éprouvé ces changements »[1].

Au sujet de son approche originelle, Lamarck écrit : « En considérant la force de cette loi et les lumières qu'elle répand sur les causes qui ont amené l'étonnante diversité des animaux, je tiens plus à l'avoir reconnue et déterminée le premier qu'à la satisfaction d'avoir formé des classes, des ordres, beaucoup de genres et quantité d'espèces en m'occupant de l'art des distinctions : art qui fait presque l'unique objet des autres zoologistes ».
Lamarck écrit de même : « La seconde et la troisième des lois dont il s'agit eussent été sans effet et conséquemment inutiles, si les animaux se fussent toujours trouvés dans les mêmes circonstances, s'ils eussent généralement et toujours conservé les mêmes habitudes et s'ils n'en eussent jamais changé ni formé de nouvelles : ce que l'on a en effet pensé, et ce qui n'a aucun fondement ».
On peut résumer la divergence entre les deux théories par cette phrase : pour Lamarck, « la fonction crée l’organe », alors que pour Darwin, « l’organe crée la fonction ».

## Lamarckisme et darwinisme: histoire d'une polémique scientifique

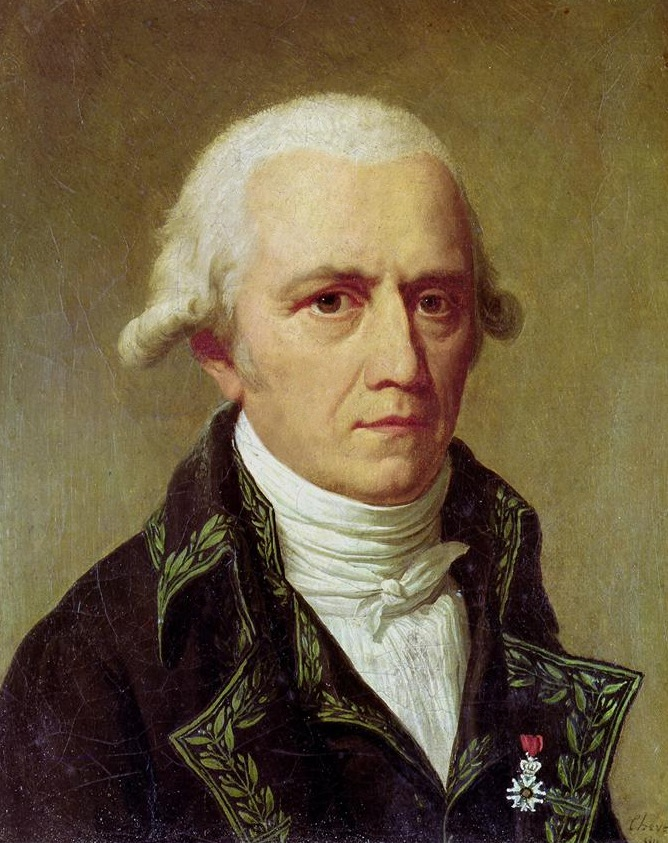
Jean-Baptiste de Lamarck

À la fin du XIXe siècle et dans la première moitié du XXe siècle, le lamarckisme a été supplanté par le darwinisme. La principale différence entre lamarckisme et darwinisme repose sur les mécanismes proposés pour expliquer l'évolution, Lamarck formule une loi de l'usage et du non-usage là où Darwin théorise la sélection naturelle. Pour Lamarck, l'usage intensif ou délaissé d'un organe chez un animal en développement modifierait cet organe, modification qui pourrait dans certains cas être transmise à la descendance. Ainsi, les girafes allongeraient leur cou en faisant systématiquement l'exercice de chercher à atteindre les branchages hauts, procréant ainsi progressivement des descendants aux cous de plus en plus longs et puissants, ce qui au fil des générations fait apparaître le caractère actuel. C'est alors un mécanisme intentionnel ; la girafe a l'intention de manger, pas d'allonger son cou ou ses jambes, l'usage intensif est censé produire cela pour permettre ce but. Tandis que Darwin affirmait que les girafes ayant des cous plus longs avaient plus de descendants, probablement du fait que leurs descendants en cas de disette arrivaient plus facilement à atteindre les feuillages des branches de plus en plus haut. Désormais, les scientifiques voient dans le long cou de la girafe un organe plus complexe qu'un seul outil d'alimentation : il sert à lutter entre mâles, permet de réguler la température du corps par la transpiration, élargit le champ de vision de la girafe, le protège de prédateurs carnivores, etc.
Pour Darwin, l'évolution est due au processus de sélection naturelle qui repose sur 3 conditions : une variabilité du caractère au sein de l'espèce, variabilité qui induit un taux de survie et de reproduction différentiel (2), et une héritabilité du caractère (3). La différence de survie entre les individus s'explique par une lutte qu'ils se livrent pour l'existence (struggle for life), c'est-à-dire une lutte pour l'exploitation des ressources (concept emprunté au malthusianisme). Cette compétition est un mécanisme non-intentionnel[réf. nécessaire], en ce sens que, pour reprendre l'exemple de Lamarck, les girafes ont pour but, selon la perspective darwinienne, de survivre et de se reproduire, et non d'allonger leur cou. L'allongement du cou est une conséquence de leur lutte pour la survie, au schéma finaliste et intentionnaliste de Lamarck s'oppose le schéma causaliste de Darwin[réf. nécessaire].
La transmission des caractères acquis est un élément commun de la théorie de l'évolution de Lamarck et de Darwin. Contrairement à Lamarck, Darwin en a même proposé en 1868 une explication avec son hypothèse de la pangenèse. L'opposition du langage courant entre darwinisme et lamarckisme, l'un défendant la sélection naturelle et l'autre la transmission des caractères acquis, n'est donc pas exacte, la sélection naturelle ne s'opposant pas formellement à une transmission des caractères acquis. Celle-ci a été rejetée, essentiellement pour des raisons théoriques, par August Weismann et Francis Galton.
Le point commun entre le darwinisme et le lamarckisme est que ce sont des théories transformistes, c'est-à-dire avançant que les espèces vivantes se sont transformées au cours du temps et engendrées les unes les autres, théories qui ont été avancées dans une époque où dominaient des théories fixistes selon lesquelles le monde vivant est immuable. Darwin dira, au sujet de Lamarck : « Il rendit le premier cet éminent service d'attirer l'attention sur la probabilité de ce que tout changement dans le monde organique, comme dans l'inorganique, soit le résultat d'une loi, et non d'une intervention miraculeuse ».
Après avoir été supplanté par la conception darwinienne, le néo-darwinisme triomphant dans les années 1930, le lamarckisme semble périodiquement refaire surface. On parle à ce sujet de « néo-lamarckisme », bien que les transmissions de caractères acquis découverts récemment par la génomique, comme le transfert horizontal de gènes ou les acquisitions épigénétiques apparemment transmissibles ne sont pas nécessairement incompatibles avec le darwinisme et n'entrent pas réellement dans le schéma de la loi d'usage et d'effet de Lamarck.

## L’épigénétique et le néo-Lamarckisme

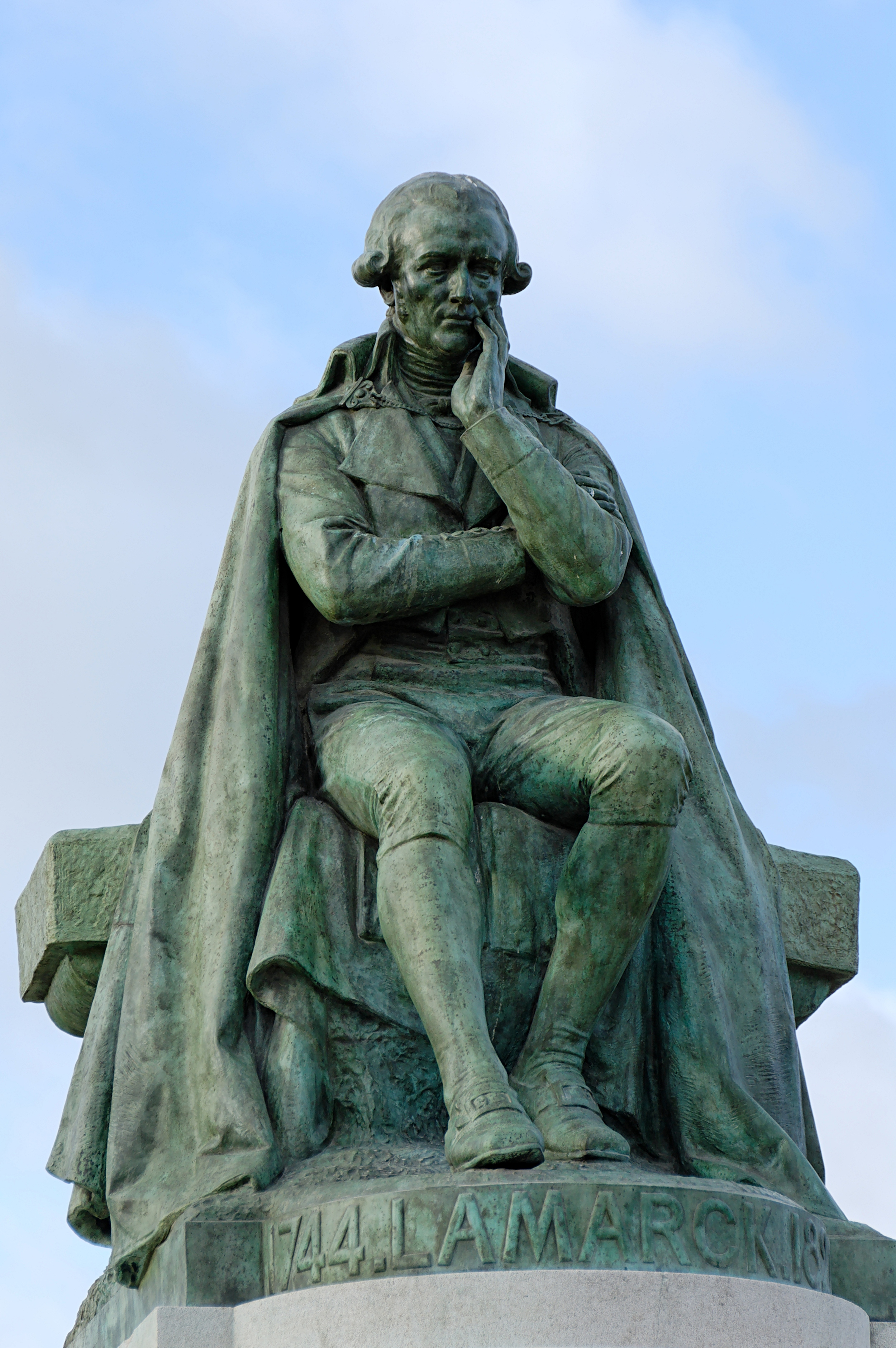
Jean-Baptiste de Lamarck.

Le néo-lamarckisme est un mouvement qui apparaît vers la fin du XIXe siècle et remet au goût du jour la théorie de Lamarck en se fondant sur les nouvelles découvertes génétiques et les mécanismes cellulaires.
Le néo-lamarckisme connaît un certain renouveau dans la communauté scientifique à la faveur d’un ensemble très important de découvertes dans les domaines de la microbiologie et de la biologie moléculaire. En effet ce faisceau de recherche vient, si ce n’est contredire, du moins moduler fortement les dogmes de la théorie synthétique de l'évolution.
Depuis la théorie synthétique, les biologistes considèrent que le système génétique est le seul responsable de l'hérédité des variations phénotypiques, et cette transmission entre les générations est largement indépendante des changements environnementaux.
Cependant, de nombreuses hérédités « non génétiques » sont actuellement admises, et permettent une transmission des caractères induits ou appris. Nous pouvons citer en premier lieu les phénomènes épigénétiques, l'hérédité des traits culturels (langage, symbole…) (bien que ce dernier point puisse entrer dans un cadre darwinien en postulant une sélection culturelle des mèmes).
C’est principalement le strict hermétisme du génotype de la lignée germinale comme elle a été écrite par Weismann qui est aujourd’hui remis partiellement en cause par certains scientifiques. En effet, elle implique que les descendants n’héritent que de l’information génétique provenant des noyaux de la lignée germinale des parents, et que ces noyaux ne reçoivent aucune information provenant de la lignée somatique. L’évolution n’a donc d’impact que sur celle-ci. Cette théorie interdit de facto toute hérédité des caractères acquis ou induits par l’environnement.
Plus généralement, le néo-darwinisme admet qu’il n’y a que l’information génétique qui est transmise aux descendants, portée par les chromosomes de la lignée germinale. Cela implique que les phénotypes transmis aux descendants doivent respecter la ségrégation méiotique, c'est-à-dire les lois de Mendel.
Or, de nombreuses études mettent en lumière des hérédités violant ces lois, le plus souvent supportées par des mécanismes épigénétiques, comme les paramutations ou bien l’« absorption » d’ADN exogène dans les spermatozoïdes de nombreux métazoaires.
Ces exemples relancent donc le débat sur la possibilité que la vie et l’environnement réels des populations puissent avoir une « empreinte » sur l’hérédité, et démontrent la transmission de caractères induits, ce qui équivaut à une certaine hérédité des caractères acquis, concept associé dans la littérature au néo-lamarckisme. Ces phénomènes n'expliquent pas une influence directe de l'environnement sur les caractères individuels, puisque les événements vécus sont hasardeux et inattendus : ils ne peuvent être un mécanisme établi de réponse à un stress environnemental.
Cependant, ces phénomènes épigénétiques héritables auraient généralement un impact qui se diluerait au fil des générations, ou bien un aspect réversible. La portée de ces variations serait de quelques générations ; elles contribueraient donc, sans en être le principal support, à l'évolution du vivant. Elles ne se substitueraient donc pas à l'hérédité du système génétique uniquement germinal, mais seraient responsables d'une certaine modulation de celui-ci.

### Auteurs lamarckiens[11]
- Gaston Bonnier
- Maurice Caullery
- Edward Drinker Cope
- Julien Costantin
- Lucien Cuénot
- Félix Le Dantec
- Alfred Giard
- Pierre-Paul Grassé
- Alpheus Hyatt
- René Jeannel
- Jean-Louis de Lanessan
- Alpheus Packard
- Edmond Perrier
- Étienne Rabaud
- Louis Roule
- Geoffroy Saint-Hilaire
- Pierre Teilhard de Chardin
- René Thom
- Albert Vandel

### Théories en lien
- Évolution (biologie)
- Catastrophisme
- Fixisme
- Darwinisme
- transformisme (biologie)
- Histoire de la pensée évolutionniste